# 達維迪夫卡 (切爾諾夫策州)
48°8′15″N 25°32′40″E / 48.13750°N 25.54444°E

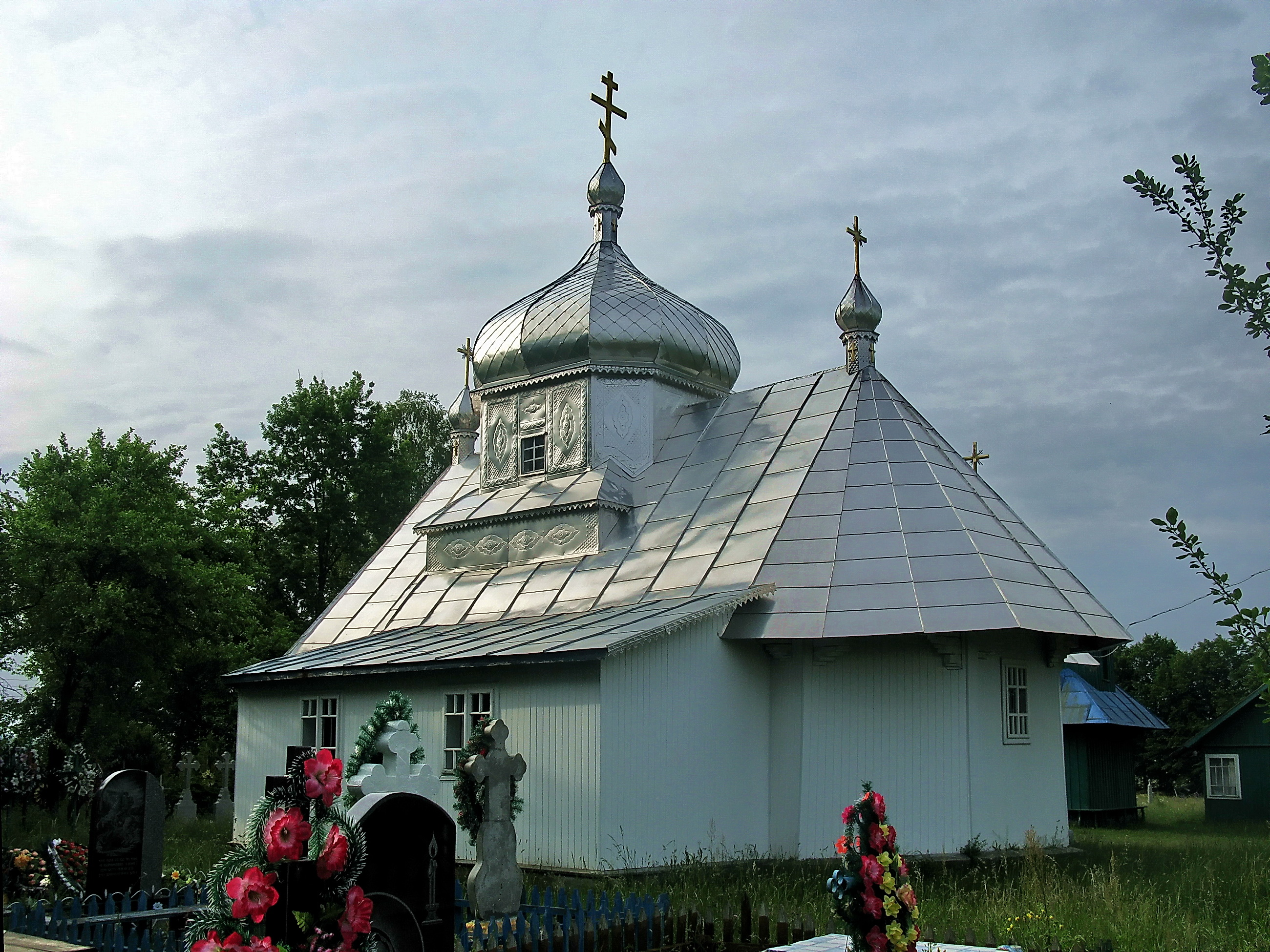
教堂

達維迪夫卡（烏克蘭語：Давидівка）是位於烏克蘭西南部的村莊，由切爾諾夫策州切爾諾夫策區的斯托羅日內茨市鎮負責管轄。該村海拔高度432米，2001年人口3,115，人口密度每平方公里7.21人。